# Lettre International

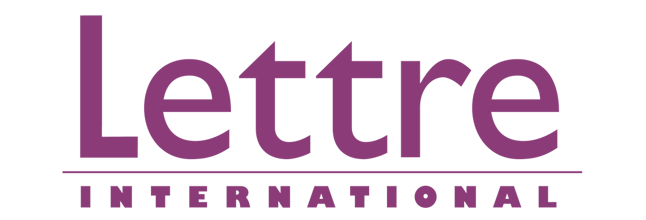
Logo de Lettre International

Lettre International est le titre d'une revue culturelle allemande, issue du lancement d’une revue française au titre très proche, La Lettre internationale,  en 1984, et qui avait pour ambition de croiser les regards. La version française n’existe plus mais quelques versions nationales autres, s’inspirant du même projet, existent.

## Historique
L'histoire de Lettre International remonte à 1984, l'année où une édition française (Lettre Internationale), lancée par l'écrivain dissident tchèque, Antonín J. Liehm et Paul Noirot, est créée avec pour objectif de combattre « le provincialisme des grandes cultures européennes ». La publication de la revue française a cessé en 1993. Lettre international est la revue correspondante en Allemagne. Elle a été  fondée par Frank Berberich, en 1988 et continue à paraître. D’autres éditions nationales ont été créées. Il y en a eu concomitamment jusque douze. Quelques-unes se sont maintenues, avec des variantes sur le titre retenu.

## Ambition de la revue allemande
Le but de la publication trimestrielle allemande  est de constituer un lieu d’échanges culturel, et de contrer le «provincialisme des grandes cultures»  pour «être capable de voir avec les yeux des autres»
C’est une revue éditée à Berlin. Le rédacteur en chef est toujours  Frank Berberich. Le tirage est de 20 000 exemplaires.

## Quelques numéros marquants  de cette revue allemande
Le numéro 1, publié en 1988, a été imprimé et distribué à 100.000 exemplaires. Le numéro 31, publié en hiver 1995, a été consacré au siège de Sarajevo, et intitulé Hommage à Sarajevo, réunissant  46 autres auteurs, et douze artistes, dont Sophie Calle, Rebecca Horn, Annie Leibovitz et Lawrence Weiner. Il est  paru en allemand et en serbo-croate simultanément.
Le numéro 86, publié à l'automne 2009, a été intitulé Berlin auf der Couch (Berlin sur le canapé). Le thème principal était la capitale de l'Allemagne et son développement, culturel et autres, depuis la chute du mur de Berlin  en 1989. Parmi les contributeurs, on trouve Boris Groys, Iain Sinclair, Sylvère Lotringer et Svetlana Aleksievitch. Une interview de l’homme politique et écrivain Thilo Sarrazin dans ce numéro 86, dans lequel il exprimait une disposition anti-immigration et anti-musulmane forte, a provoqué un tollé en Allemagne.
En mars 2013, Lettre International a célébré son 25e anniversaire avec le numéro 100.

## Autres éditions nationales
Des éditions nationales, s’inscrivant dans une approche et un titre similaires, existent encore dans d’autres pays, notamment  en  Italie (Lettera Internazionale), Espagne (Letra Internacional), Hongrie (Lettre Internationale), Roumanie (Lettre Internationale), et, de façon plus épisodique, au Danemark (Lettre Internationale).